# Magnum Tokyo
Katsumasa Kuroki (黒木 克昌, Kuroki Katsumasa, né le 9 janvier 1973), plus connu sous le nom de Magnum TOKYO, est un catcheur japonais. Il a principalement travaillé pour la promotion HUSTLE (dissoute en 2010), mais également pour la défunte World Championship Wrestling et la Toryumon devenue par la suite Dragon Gate (sous le pseudonyme Tokyo Magnum).

## Carrière

### Début
Magnum Tokyo est un catcheur populaire de la Dragon Gate. Il est entraîné par Último Dragón en 1997, il fait ses débuts le 11 mai.

### World Championship Wrestling
Durant le printemps et l'été 1998, il débarque à la World Championship Wrestling. Où il désire faire partie du Dancing Fools (une équipe composée de Disco Inferno et Alex Wright). Il intervient alors dans les matchs de The Dancing Fools face au The Public Enemy au 1998 "Road Wild" pay-per-view. Le 10 août à Nitro, Wright et Disco Inferno lui donne comme objectif de battre  Eddie Guerrero pour pouvoir entrer dans l'équipe. Il perd le match en 2 minutes. Il participe ensuite à la World War 3 battle royal le 22 novembre 1998. Le 23 novembre à Nitro, il catche pour la dernière fois à la WCW face à Kanyon.

### Retour au Japon
Magnum TOKYO devient très populaire dans la division junior-heavyweight et catche à la Dragon Gate devenant membre de la "Do Fixer". En août 2006, Magnum catche dans un jeopardy mais il se blesse gravement à l'œil. Après 7 mois de repos, TOKYO annonce son départ en avril 2007.

### Hustle
Le 20 novembre 2008, Magnum retourne au catch, sous le nom de Detective Alan Kuroki, à l'événement de la Hustle à Tokyo, Japon. Il effectue son retour à la HUSTLE le 22 novembre 2008. Le 25 mars 2009, il reprend le gimmick de Magnum Tokyo.

## Palmarès et accomplissements
- International Wrestling Revolution Group 
  - IWRG Intercontinental Middleweight Championship (1 fois)

- Michinoku Pro Wrestling 
  - British Commonwealth Junior Heavyweight Championship (1 fois)

- Power Slam
  - PS 50 : 2002/45

- Pro Wrestling Illustrated
  - Classé 74e des 500 meilleurs catcheurs en 2006

- Toryumon 
  - Último Dragón Gym Championship (1 fois)
  - UWA World Trios Championship (1 fois) – avec Dragon Kid et Ryo Saito
  - El Numero Uno League (2002)
  - Young Dragons Cup (1997)